# Seminoma
Seminoma ou tumor seminomatoso é um tumor de células germinativas maligno normalmente surge como um câncer de testículo em homens jovens. Pode surgir também no tórax (mediastino), abdômen (retroperitoneo) ou inclusive no cérebro. Células germinativas dão origem aos espermatozoides nos túbulos seminíferos. É similar ao disgerminoma, um tipo de câncer de ovário. 
Metade dos tumores de células germinativas são seminomas, por isso a outra metade é chamada de tumores não-seminomas. São um dos tumores sólidos mais frequentes em homens jovens. Seu aparecimento é mais frequentes entre os 35 e os 45 anos. É mais frequente em brancos e menos em asiáticos.

## Sinais e sintomas
Os seminomas crescem lentamente, ao longo de meses, como uma massa indolor, geralmente em um testículo até se tornar uma massa palpável e assimétrica. Apenas 20% se tornam dolorosos. Podem secretar gonadotrofina coriônica humana β estimulando a secreção de testosterona e causados virilização e agressividade.

## Diagnóstico
Os exames de sangue podem detectar a presença de fosfatase alcalina (FAL) em 50% dos casos. No entanto, FAL pode não ser útil como marcador de seminoma e contribui pouco para o acompanhamento, devido ao seu aumento com o tabagismo. A gonadotrofina coriônica humana (hCG) pode estar elevada em alguns casos, mas isso se correlaciona mais com a presença de células trofoblásticas no interior do tumor do que com o estágio do tumor. Um seminoma clássico ou puro, por definição, não causa alfafetoproteína (AFP) sérica elevada. A lactato desidrogenase (LDH) pode ser o único marcador que é elevado em alguns seminomas. O grau de elevação no soro do LDH tem valor prognóstico no seminoma avançado.
Tomografia computadorizada ou ressonância magnética abdominal, bem como imagens no peito são feitas para detectar metástases. Os locais mais comuns para encontrar metástases são no retroperitônio(estágio 2). 

## Tratamento
Nos últimos anos, estes tumores tem demonstrado sensibilidade à radioterapia e quimioterapia combinada. O tratamento de um seminoma da infância é similar a de um seminoma de adultos. A remoção do testículo (orquiectomia inguinal) é necessária na maioria dos casos. Tumores mistos (com porções não-seminoma) devem seguir um tratamento de tumores germinativos não-seminomas.
A sobrevivência em 5 anos é entre 48% (estágio avançado), 80% (estágio intermédio) e 86% (com diagnóstico precoce).

## Imagens adicionais

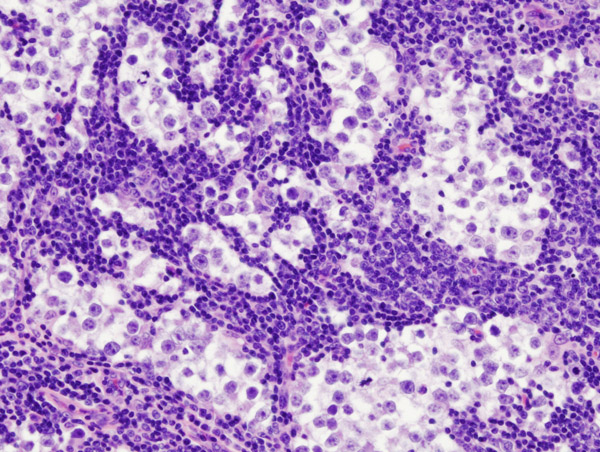
Metástase nodal de seminoma testicular
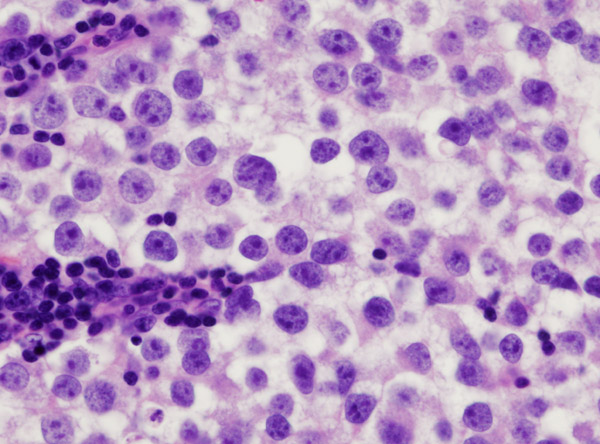
Metástase nodal de seminoma testicular focalizada
As células do seminoma são descritas como "ovo frito" porque tem citoplasma claro e oval com núcleo escuro irregular.